# Clan Anegakōji
Il clan Anegakōji (姉小路氏?, Anegakōji-shi) fu un piccolo clan del Giappone feudale che governava nel nord della provincia di Hida.

## Storia
Gli Anegakōji furono discendenti del clan Fujiwara, più precisamente da Sanjō Sanefusa e governarono la provincia di Hida dal 1300 circa.
In origine, fino a circa la metà del periodo Sengoku, la famiglia si chiamava Mitsuki (三木?) (potrebbe pronunciarsi anche Miki o Mitsugi) e inizialmente agì come servitore del clan Kyōgoku che governava la metà meridionale della provincia dal periodo Muromachi. Con la guerra Ōnin il clan Kyōgoku venne notevolmente indebolito dalle divisioni interne e i Miki ne approfittarono per raggiungere una certa indipendenza.
Gradualmente però i Miki acquisirono molto potere nella provincia sconfiggendo altri signori locali più piccoli. Fu Yoshiyori che nel 1569 prese il nome Anenokōji.
Il clan si schierò prima con il clan Uesugi e poi con Oda Nobunaga così Anegakōji Yoritsuna riuscì a espandere il territorio con il supporto del clan Oda. Tuttavia, Nobunaga morì improvvisamente nell'incidente di Honnō-ji.
Approfittando della morte di Nobunaga il clan Ema, signori del castello di Takahara e unico rivale del clan Anenokōji nella provincia, raccolse un esercito e marciò contro Yoritsuna. Ma Yoritsuna sconfisse il clan Ema durante la decisiva battaglia di Yokaichi e alla fine unì la provincia di Hida nel 1582. Prima di quella battaglia, Yoritsuna costruì un castello moderno con mura di pietra sulla cima del monte Matsukura nel 1579, come simbolo del suo regno.
Gli Anegakōji avevano inizialmente la loro roccaforte nel castello di Takayama. Nel 1585 furono sconfitti da Toyotomi Hideyoshi per il loro supporto a Sassa Narimasa e scomparvero dalla storia come clan indipendente.
I kanji di Anegakōji, ossia 姉小路?, tradotti significano Isolazione nelle montagne e nelle foreste, poiché la provincia di Hida era isolata nelle montagne e nelle foreste e impervia da raggiungere.

## Membri importanti del clan[2]
- Mitsuki Naoyori (三木 直頼?; 1497 - 1554) costruì il castello di Sakurabora. Si alleò con diversi clan delle aree vicine. Sotto la sua guida, il clan crebbe notevolmente in forza.
- Anegakōji Yoshiyori (姉小路 良賴?; 1520? - 1572) era figlio di Naoyori e assunse il controllo della famiglia Anegakōji nel 1562. Poco dopo fu costretto ad affrontare le incursioni del clan Takeda dalla provincia di Shinano e nel 1564 accettò un trattato di pace con Takeda Shingen. Risiedeva nel castello di Matsukura.
- Anegakōji Yoritsuna (姉小路賴綱?; 1540 - 1587) noto anche come Koretsuna, fu figlio ed erede di Yoshiyori e risiedeva nel castello di Takayama nella provincia di Hida. Era un alleato di Oda Nobunaga, con cui si vedeva spesso pubblicamente. Sconfisse il clan Ema nel 1582 e si assicurò il controllo di tutta la provincia. In questo periodo Yoritsuna sospettò che suo figlio maggiore Nobutsuna e un fratello minore stessero complottando contro di lui e ordinò la morte di entrambi. Yoritsuna combatté nella battaglia di Shizugatake del 1583 per Shibata Katsuie ma fu sconfitto in battaglia. Nel 1584-1585 sostenne Sassa Narimasa e quando quest'ultimo venne sconfitto da Toyotomi Hideyoshi, Yoritsuna fu attaccato dalle forze Toyotomi guidate da Kanamori Nagachika. Si arrese e in seguito si ritirò a Kyoto, mentre il suo secondo figlio Hidetsuna commise seppuku.
- Mitsuki Kunitsuna (三木 國綱?; 1546 - 1585) servitore del clan Anegakōji, sposò una sorella di Yoritsuna. Fu sconfitto e catturato da Kanamori Nagachika che lo rilasciò. Subito dopo cercò di innescare una ribellione ma fu ucciso.
- Mitsuki Chikatsuna (三木 近綱?; 1574 - 1629) figlio minore di Yoritsuna. Quando Toyotomi Hideyoshi distrusse il clan Anegakōji lui sopravvisse e divenne ostaggio di altri clan. Durante l'assedio di Osaka servì Tokugawa Ieyasu combattendo con ferocia. Ieyasu lo ricompensò con uno stipendio di 500 koku.